# Cellier d'expédition Mumm
Le cellier d'expédition Mumm, dit Le Cellier, est un ancien lieu d'élaboration du champagne, actuellement lieu culturel de Reims[Où ?]. Il se trouve au 4 bis, rue de Mars, adjacent à la façade est de l'hôtel de ville.

## Présentation
Il a été construit en 1898 sous la direction de l'architecte rémois Ernest Kalas pour la société de champagne Jules Mumm. De nombreux artistes ont été conviés pour la décoration : des mosaïques réalisées par Auguste Guilbert-Martin, sur des dessins de Joseph Blanc et d'Octave Guillonnet. Les cariatides ont été réalisées par Joseph Wary sur des dessins d'Émile Peynot ; elles représentent quatre vertus du vin : Virtus, Ingenium, Amor et gaudium.
La façade est composée de deux parties bien distinctes : une partie d'usage en brique rouge percée d'une grande porte circulaire forgée évoquant la forme des foudres ; la partie supérieure décorative présente en cinq scènes les étapes de la fabrication du champagne, elle est par là un exemple de façade publicitaire. De quatre mètres sur trente la première scène évoque les vendanges avec hotte panier et pressoir. La seconde est l'étape de vinification, dans un grand foudre, recollage avec mise de colle de poisson adjoint à des ferments, puis l'étape du bouchage et du ficelage du bouchon. Les étapes suivantes se passent plus tard après la prise de mousse. Sur des pupitres les bouteilles sont remuées, dégorgent et reçoivent la liqueur (dosage). La quatrième étape est autour de la commercialisation, étiquetage, bouchon avec muselet, habillage et emballage.
En 1905 les celliers passent dans le giron Mumm GH ; ils furent ensuite la propriété des champagnes Veuve-Cliquot, puis Jacquart avant de devenir la propriété de la ville en 2010.
Après le bombardement de l'hôtel de ville en mars 1917, le conseil municipal de Reims a siégé dans le cellier.
L'édifice bénéficie de la protection des monuments historiques.

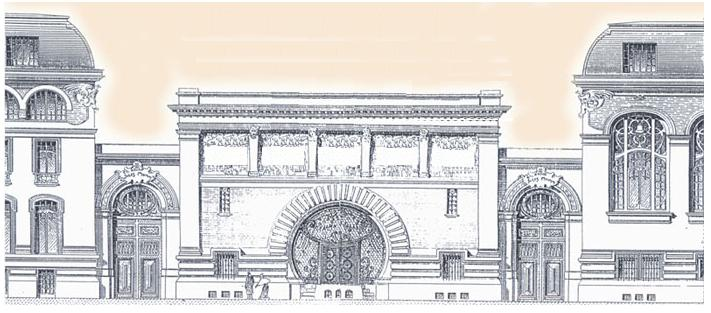
Dessin de l'avant-projet de la façade par Ernest Kalas.

Mosaïques de la façade et cariatides
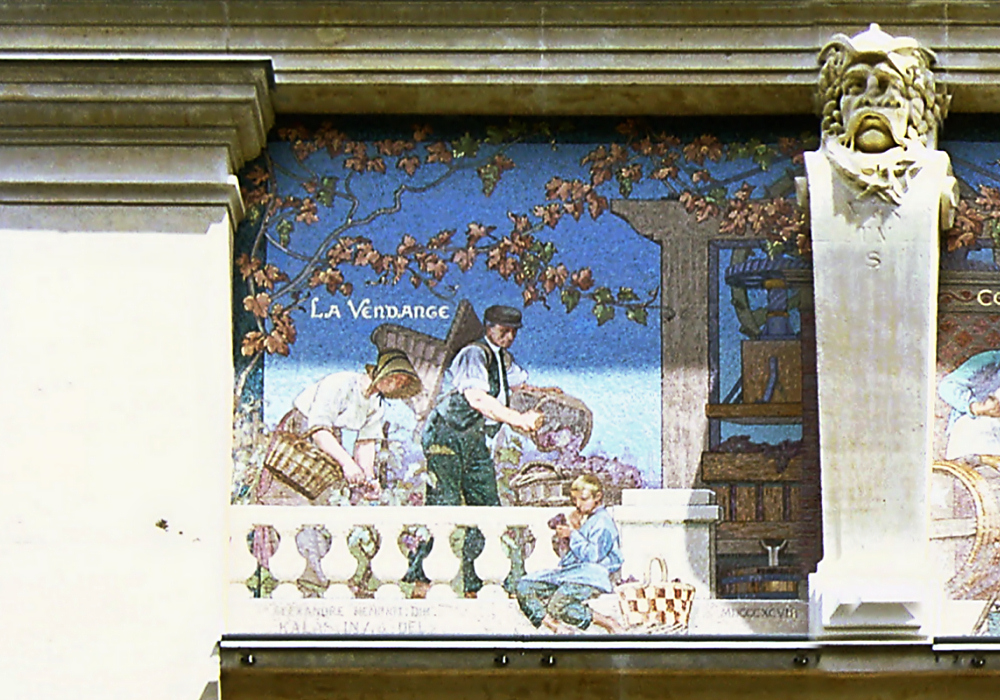
La Vendange
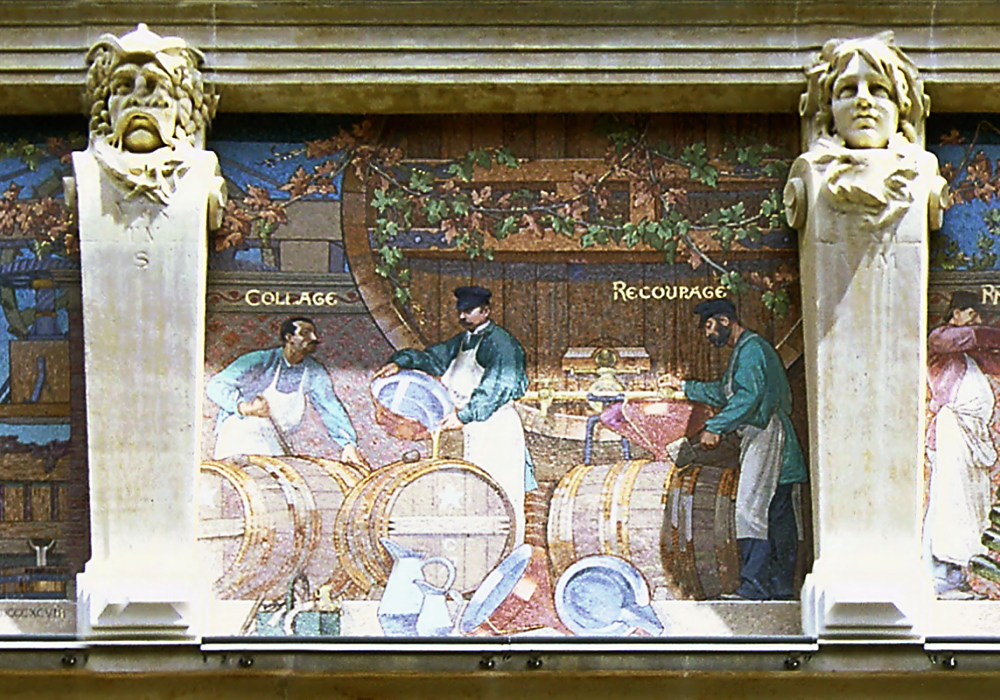
La Vinification
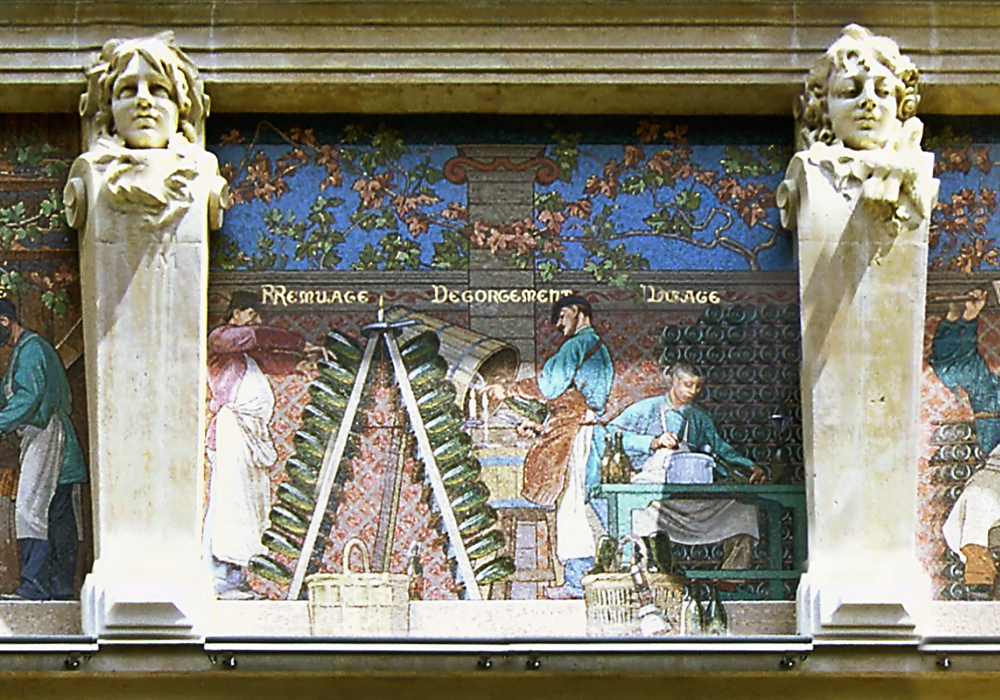
Le Remuage
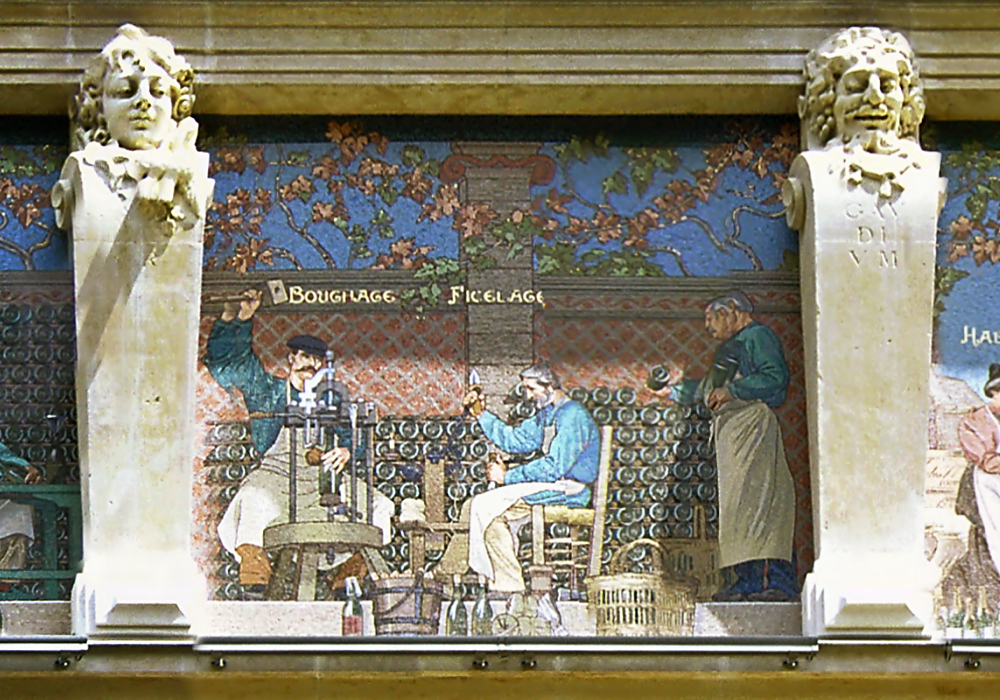
Le Bouchage ficelage
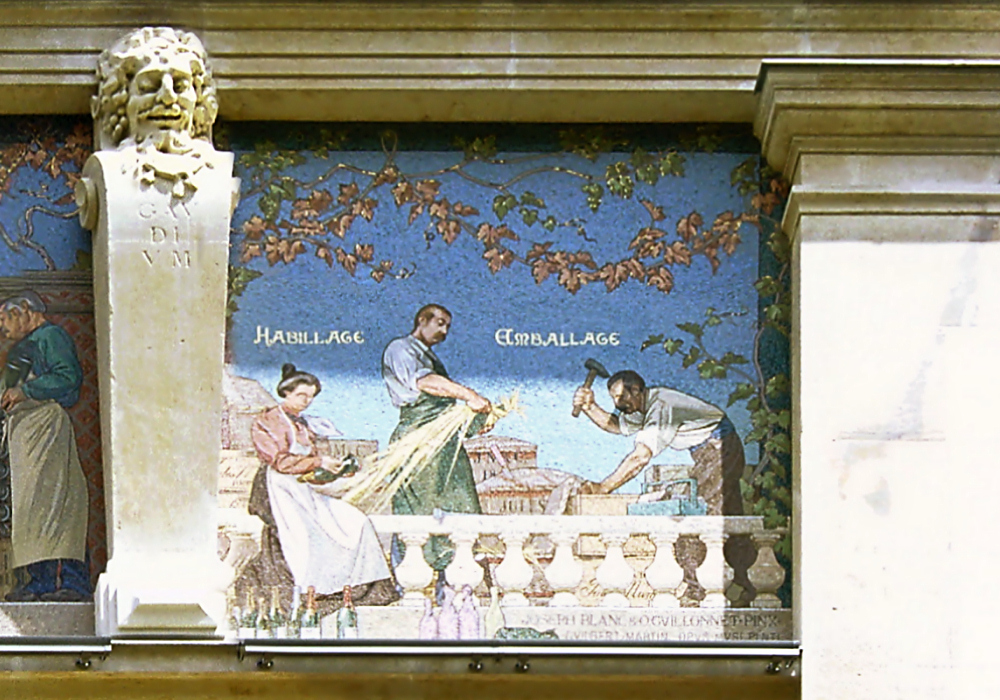
L'Expédition

## Centre culturel
Le cellier est reconverti en lieu d'élaboration et d'exposition multiculturel et inauguré le 4 avril 2015.
Le sous-sol est dédié aux expositions, deux salles de spectacle occupent le rez-de-chaussée et des ateliers de bande dessinée, photographie, peinture se trouvent à l'étage.

### Expositions temporaires
- Gérard Rondeau, du 6 novembre 2015 au 6 février 2016[2].

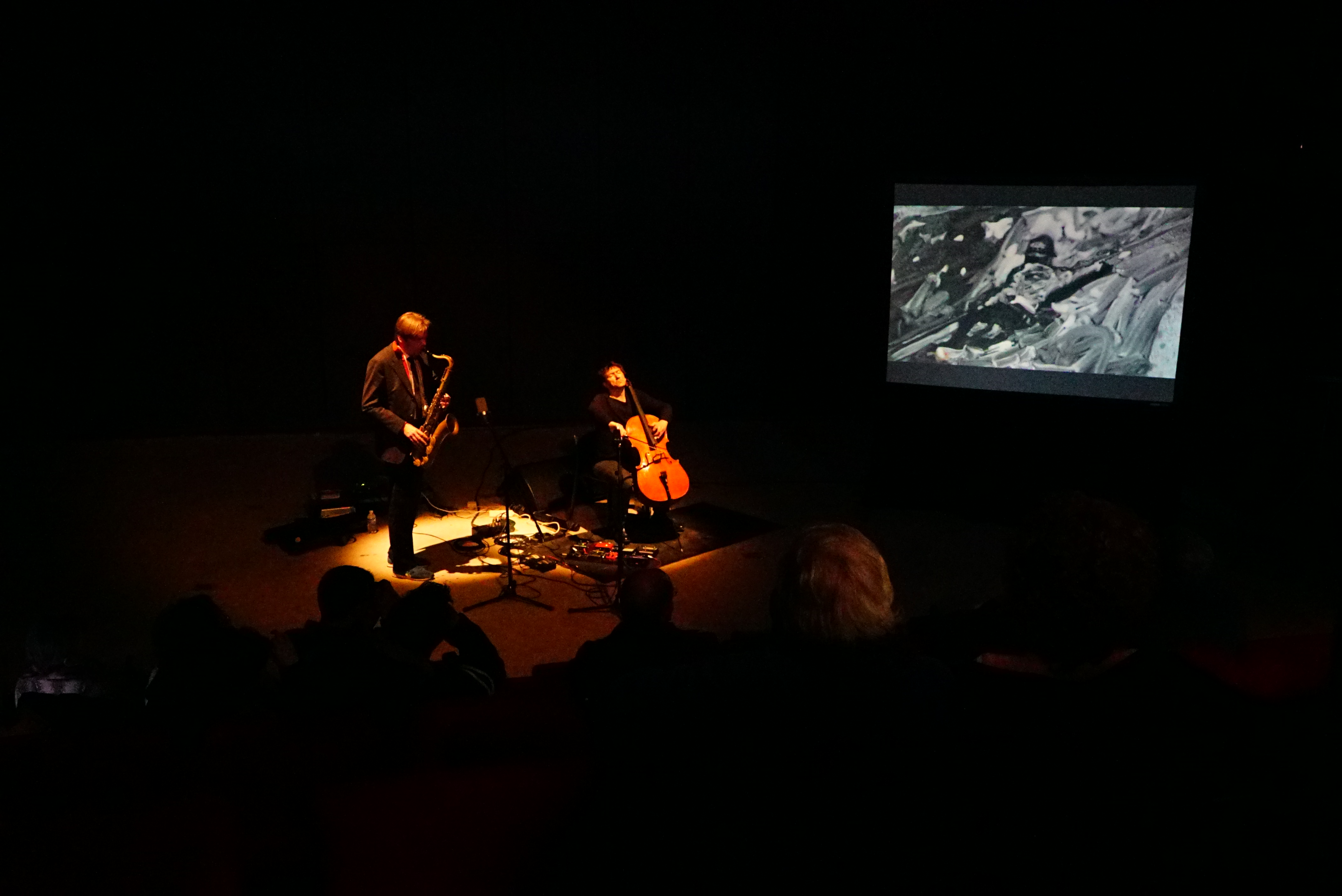
Concert de Daniel Erdmann, Jean-Michel Hannecart et Vincent Courtois le 4 avril 2015.
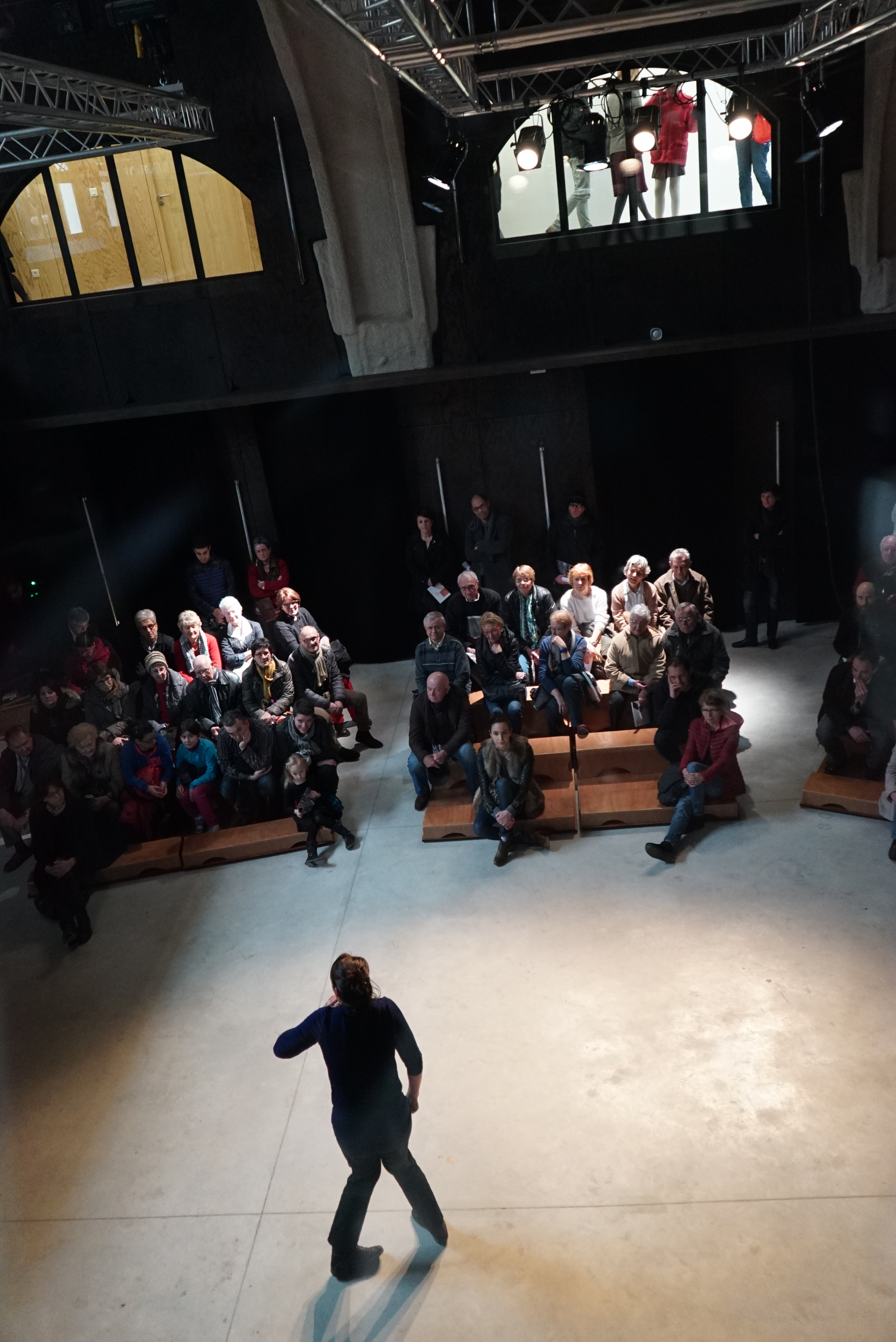
La deuxième salle.
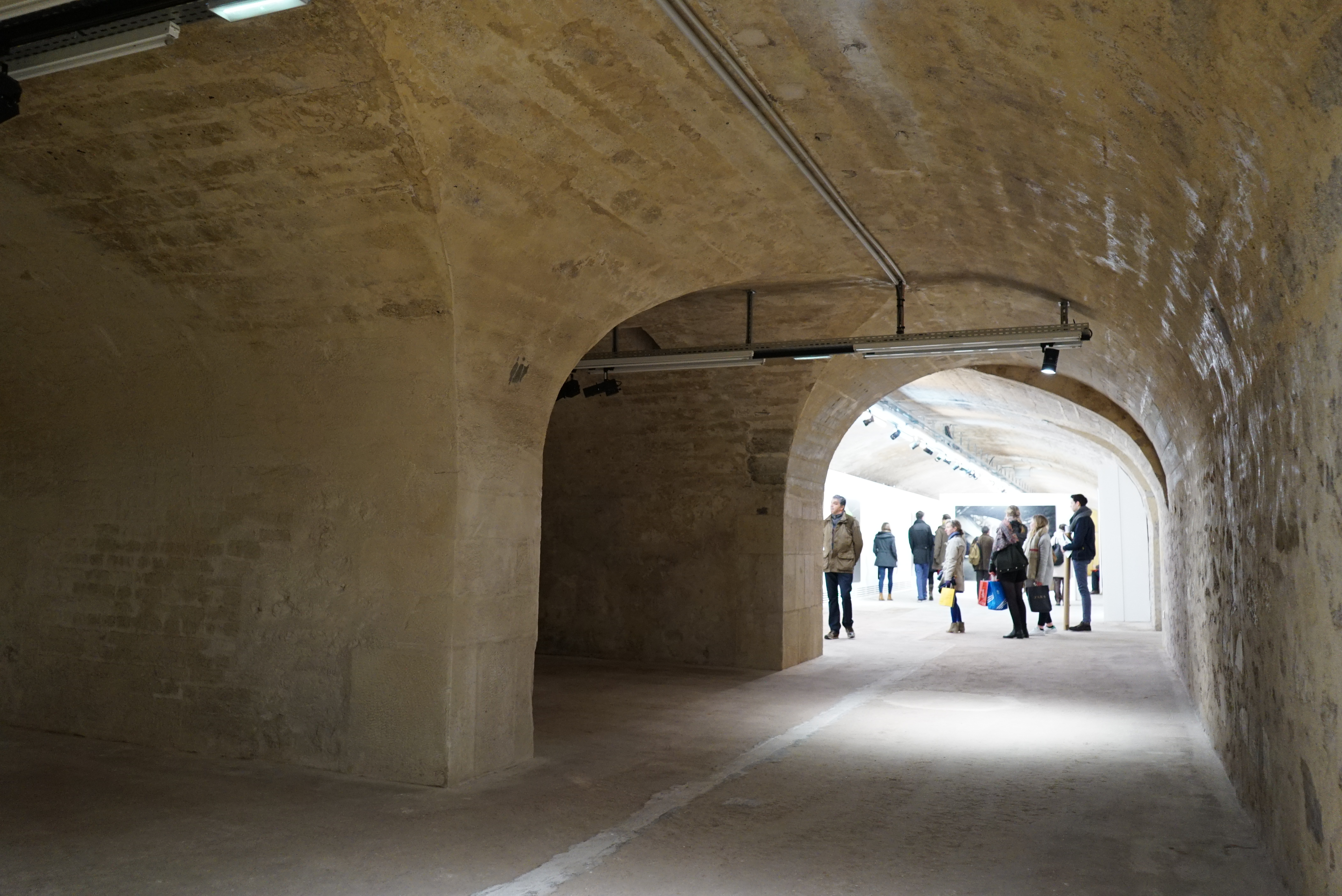
Espace d'exposition du sous-sol.
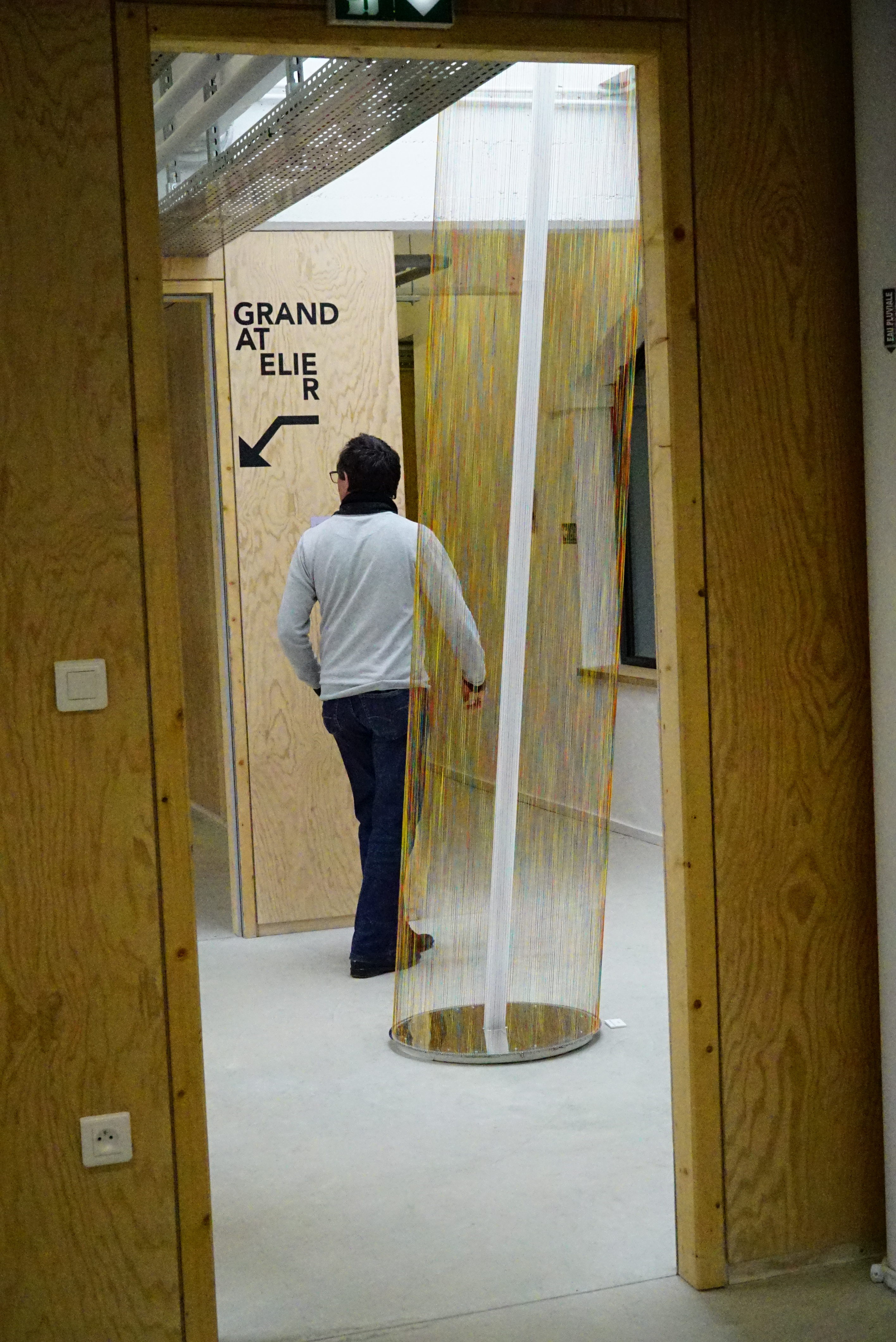
Espace du premier étage.